# Пиньяйс
Пиньяйс (порт. Pinhais) — муниципалитет в Бразилии, входит в штат Парана. Составная часть мезорегиона Агломерация Куритиба. Находится в составе крупной городской агломерации Агломерация Куритиба. Входит в экономико-статистический микрорегион Куритиба. Население составляет 112 038 человек на 2007 год. Занимает площадь 61,007 км². Плотность населения — 2020,9 чел./км².

## История
Город основан 20 марта 1992 года. 

## Статистика
- Валовой внутренний продукт на 2004 год составляет 1 238 860 695,00 реалов (данные: Бразильский институт географии и статистики).
- Валовой внутренний продукт на душу населения на 2004 год составляет 17 581,00 реалов (данные: Бразильский институт географии и статистики).
- Индекс развития человеческого потенциала на 2000 год составляет 0,815 (данные: Программа развития ООН).

## География
Климат местности: умеренный. В соответствии с классификацией Кёппена, климат относится к категории Cfb.